# Roko Rogić
Roko Rogić (Zagabria, 25 settembre 1992) è un cestista croato.

## Palmarès
- Campionato croato: 1

Cibona Zagabria: 2018-19
- Campionato ceco: 1

ČEZ Nymburk: 2019-20
- Coppa della Repubblica Ceca: 1

ČEZ Nymburk: 2020